# Сберкарт
Сберкарт (з 2008 — ОРПС) — платіжна система, створена Сбербанком Росії та яка існувала з 1993 по 2012. Сьогодні платіжна система Сберкарт вийшла з ужитку, поступившись своїм місцем створеній у 2012 платіжній системі ПРО100. 

## Історія
Платіжна система «Сберкарт» створена Сбербанком Росії наприкінці 1993 і була орієнтована на ринок масових щоденних платежів населення. Система була представлена у всіх без винятку регіонах Росії. Оператором системи було ЗАТ «СБЕРКАРТ». Платіжна система об'єднувала 22 російських банки. 
У 2008 проведений ребрендинг, і найменування системи було змінено на Об'єднана російська платіжна Система (ОРПС).  
20 серпня 2010 загальними зборами акціонерів ЗАТ «СБЕРКАРТ» прийнято рішення про його добровільну ліквідацію. 
20 серпня 2012 Сбербанк припиняє випуск та обслуговування банківських карток СБЕРКАРТ — карток із зображенням лотоса або фотографією власника, а також усіх банківських карток, на лицьовій стороні яких є напис «СБЕРКАРТ». 

### Статистика
На 1 січня 2010: 
- Кількість мікропроцесорних карток Сберкарт становило близько 3,1 млн штук;
- 23 200 пунктів видачі готівкових грошових коштів за картками Сберкарт;
- 21 100 банкоматів приймають картки Сберкарт;
- 62 400 терміналів у торгово-сервісних точках і 16 700 інформаційно-платіжних терміналів обслуговують операції по картках Сберкарт.